# 法爾泰羅納山
法尔泰罗纳山（義大利語：Monte Falterona）是位於義大利托斯卡納大區的一座山峰，地處亞平寧山脈。法尔泰罗纳山東側的一個湖泊發現了眾多伊特魯里亞人的文物，這些文物行政分散在盧浮宮、大英博物館等博物館。